# Anthyllis cytisoides
Anthyllis cytisoides, biljna vrsta iz porodice mahunarki. To je liostopadni grm iz roda ranjenika, raširen po zapadnom Sredozemlju, na Balearima, Francuskoj, Španjolskoj, Alžiru i Maroku

## Opis
Anthyllis cytisoides je diploidna drvenasta vrsta blisko povezana s A. terniflora (Lag.) Pau i pripada središnjoj skupini Anthyllis (Benedí 2000; Degtjareva et al. 2012). Ove dvije zapadnomediteranske vrste nisu blisko povezane s drvenastim vrstama središnjeg i istočnog Sredozemlja A. hermanniae L. i A. hystrix (Willk. ex F.Barceló) Cardona, Contandr. & E.Sierra i stoga su izdvojeni u poseban podrod Terniflora W.N.Tikhom. & D.D.Sokoloff (Tikhomirov & Sokoloff 1996). Benedí (1998.) je zatim ovaj podrod sveo na odjeljak u svojoj obradi Flora Iberica.

Na temelju trenutnih informacija, A. cytisoides je porijeklom iz sjeverozapadne Afrike (Alžir i Maroko), Pirenejskog poluotoka, uključujući Balearske otoke, i južne Francuske (Languedoc-Roussilon i Provansa; Benedí 2000; Euro+Med PlantBase; Roskov et al. 2006). Prema najboljim saznanjima, vrsta nikada nije uočena u Italiji (Bartolucci et al. 2018). Tijekom botaničkog terenskog rada u južnoj Toskani otkrivena je mala, ali vjerojatno domaću populaciju ove vrste, koja je ovdje opisana zbog svoje fitogeografske važnosti.

## Sinolnimi
- Anthyllis cytisoides var. densiflora Sennen & Mauricio; Diagn. Nouv. Pl. Espagne & Maroc: 231 (1951)
- Anthyllis cytisoides var. garrafensis Sennen; Exsicc. (Pl. Esp.) 1929: no. 7241 (1930)
- Anthyllis cytisoides var. laxiflora Sennen & Mauricio; Diagn. Nouv. Pl. Espagne & Maroc: 231 (1951)
- Anthyllis cytisoides var. sallustiani Sennen; Exsicc. (Pl. Esp.) 1933: no. 8617 (1934)
- Anthyllis gracilis Salisb.; Prodr. Stirp. Chap. Allerton: 332 (1796), nom. superfl.
- Aspalathoides cytisi K.Koch; Hort. Dendrol. 242, No. 1 (1853)
- Vulneraria gracilis (Salisb.) Bubani; Fl. Pyren. 2: 467 (1900)
- Zenopogon cytisoides (L.) Link; Handb. 2: 481, 146 (1831)

## Galerija
- A. cytisoides
- A. cytisoides
- A. cytisoides